# شوکو تاکایاناگی
شوکو تاکایاناگی (انگلیسی: Shoko Takayanagi؛ زادهٔ ۱۳ سپتامبر ۱۹۵۴) بازیکن والیبال اهل ژاپن است.